# PC-FX
PC-FX — 32-розрядна ігрова консоль, розроблена компанією NEC. Наступник попередньої консолі від цієї компанії, PC Engine (відомої в США під назвою TurboGrafx 16). Випущена в Японії 23 грудня 1994 а. PC-FX використовувала для зберігання ігор тільки CD — диски, на відміну від PCE (TG16), ігри для якої зберігалися на спеціальних картриджах HuCards (а також на CD, при наявності зовнішнього, або вбудованого в деяких моделях, CD-приводу). Консоль мала незвичайний дизайн, більш типовий для комп'ютера, ніж для ігрової консолі. Її корпус являв собою вертикальну «вежу», тоді як більшість консолей мають пласку горизонтальну форму. Геймпад зовні був схожий на геймпад від Sega Mega Drive, але мав більше кнопок. Інша цікава особливість консолі — наявність трьох портів розширення. Зазвичай вони рідко використовуються на консолях, оскільки їх наявність збільшує ціну, не уявляючи особливої користі для кінцевого користувача.

## Історія
PC-FX була створена на основі нового 32-бітного комплекту для розробки ПЗ від NEC, під назвою «Iron Man». Iron Man був розроблений в 1992 році, коли PC Engine залишалася дуже популярною в Японії. Після демонстрації перших працюючих пристроїв в середині 1992 року, NEC почала обговорювати зі сторонніми розробниками ПЗ можливість випуску нової консолі на основі Iron Man. Але багато розробників ігор для PC Engine не висловили інтересу до нової системи, так як ринок ігор для PC Engine продовжував зростати, і в результаті NEC зупинила роботи над Iron Man, продовживши випускати різні модифікації PC Engine. У 1993 році на ринок вийшла платформа 3DO, і багато розробників проявили інтерес до неї. Також, Sega і Sony заявили, що Sega Saturn і Sony PlayStation будуть готові до виходу на японський ринок в кінці 1994. Bandai також вела підготовку до випуску її нової 32-бітної системи Playdia. Зіткнувшись з необхідністю вжиття термінових заходів для збереження великої бази розробників, яка зробила PC Engine настільки успішною, NEC повинна була зробити вибір. Замість того, щоб витрачати час на розробку нової, більш потужної та конкурентоспроможної системи, NEC взяла за основу PC-FX вже застарілу архітектуру 32-бітного Iron Man. Результатом стала недостатньо потужна ігрова система, яка не змогла справити належного враження ні на розробників ПЗ, ні на споживачів, що призвело до її швидкого провалу.
Оскільки PC-FX опинилася в невигідному становищі щодо конкуруючих систем, NEC довелося вибрати більш ліберальну політику стосовно до випускається на PC-FX іграм. Зазвичай компанії, що випускають консолі, суворо стежать за якістю і тематикою виходять на їх системах ігор, але NEC дозволила розробникам ПЗ випускати що завгодно, щоб отримати хоч якусь підтримку з їхнього боку. В результаті, PC-FX отримала репутацію консолі, буяє іграми в жанрі хентай і симуляторами знайомств.

## Технічні характеристики
- Процесор: NEC V810 на частоті 21.5 МГц, RISC — архітектура, продуктивність 15.5 MIPS
- Пам'ять:
  - Оперативна пам'ять: 2 МБ
  - Відеопам'ять: 1 МБ + 256 КБ
  - Постійна пам'ять: 1 МБ (містить операційну систему)
  - Буфер CD: 256 КБ
  - Збереження ігор: 32 КБ енергозалежної пам'ять із живленням від батареї
- Відео:
  - Дозвіл: 256 x 240, 320 x 240
    - Подвоєння висоти за рахунок чергування рядків

  - Фон: 6 шарів
  - Спрайт: 2 шари
  - Декодер відеопотоку, з RLE або JPEG стисненням
- Звук:
  - Аудіо-CD (16-розрядний, стерео)
  - Два ADPCM каналу з частотою дискретизації до 31.5 КГц, управління панорамою
  - Шість 5-розрядних цифрових каналів, управління панорамою
- Порти розширення:
  - Порт розширення основної пам'яті
  - Порт карти пам'яті для збережень
  - Порт розширення системи